# Suazi na Letnich Igrzyskach Olimpijskich 2004
Suazi na Letnich Igrzyskach Olimpijskich 2004 reprezentowało 3 zawodników. Był to siódmy start Suazi na letnich igrzyskach olimpijskich.

## Dyscypliny

### Lekkoatletyka
Kobiety
| Zawodniczka    | Konkurencja  | Eliminacje | Eliminacje | Ćwierćfinał                   | Ćwierćfinał                   | Półfinał                      | Półfinał                      | Finał                         | Finał                         |
| Zawodniczka    | Konkurencja  | Wynik      | Miejsce    | Wynik                         | Miejsce                       | Wynik                         | Miejsce                       | Wynik                         | Miejsce                       |
| -------------- | ------------ | ---------- | ---------- | ----------------------------- | ----------------------------- | ----------------------------- | ----------------------------- | ----------------------------- | ----------------------------- |
| Gcinile Moyane | bieg na 200m | 25.62 NR   | 42         | Odpadła z dalszej rywalizacji | Odpadła z dalszej rywalizacji | Odpadła z dalszej rywalizacji | Odpadła z dalszej rywalizacji | Odpadła z dalszej rywalizacji | Odpadła z dalszej rywalizacji |

Mężczyźni
| Zawodnik         | Konkurencja  | Eliminacje | Eliminacje | Ćwierćfinał                  | Ćwierćfinał                  | Półfinał                     | Półfinał                     | Finał                        | Finał                        |
| Zawodnik         | Konkurencja  | Wynik      | Miejsce    | Wynik                        | Miejsce                      | Wynik                        | Miejsce                      | Wynik                        | Miejsce                      |
| ---------------- | ------------ | ---------- | ---------- | ---------------------------- | ---------------------------- | ---------------------------- | ---------------------------- | ---------------------------- | ---------------------------- |
| Mphelave Dlamini | bieg na 200m | 21.82      | 49         | Odpadł z dalszej rywalizacji | Odpadł z dalszej rywalizacji | Odpadł z dalszej rywalizacji | Odpadł z dalszej rywalizacji | Odpadł z dalszej rywalizacji | Odpadł z dalszej rywalizacji |

### Pływanie
Mężczyźni
| Zawodnik        | Konkurencja             | Eliminacje | Eliminacje | Półfinał                     | Półfinał                     | Finał                        | Finał                        |
| Zawodnik        | Konkurencja             | Czas       | Miejsce    | Czas                         | Miejsce                      | Czas                         | Miejsce                      |
| --------------- | ----------------------- | ---------- | ---------- | ---------------------------- | ---------------------------- | ---------------------------- | ---------------------------- |
| Wickus Nienaber | 100 m stylem klasycznym | 1:04.74    | 42         | Odpadł z dalszej rywalizacji | Odpadł z dalszej rywalizacji | Odpadł z dalszej rywalizacji | Odpadł z dalszej rywalizacji |